# Rino Mastronardi
Rino Mastronardi (* 14. November 1969 in Montecatini Terme) ist ein italienischer Autorennfahrer.

## Karriere als Rennfahrer
Rino Mastronardi begann seine Karriere in der Formel Renault, in der er mit dem fünften Rang im Formel Renault Eurocup 1995 einen erfolgreichen Start hatte. 1996 wechselte er in den nordamerikanischen Monopostosport und startete einige Jahre in der Barber Dodge Pro Series. Seine beste Platzierung in dieser Rennserie war der zweite Endrang hinter Derek Hill 1997.
Zu Beginn der 2000er-Jahre kehrte er nach Europa zurück. Er engagierte sich viele Jahre in der italienischen GT-Meisterschaft und fuhr in verschiedenen Porsche-Carrera-Cup-Rennserien. Meisterschaftserfolge gelangen ihm in den GT-Klassen der Asian Le Mans Series, der Blancpain GT Series und 2020 mit dem Gesamtsieg in der GT3-Klasse des Michelin Le Mans Cup.
Sein Debüt beim 24-Stunden-Rennen von Le Mans endete 2020 mit einem Ausfall.

## Statistik

### Le-Mans-Ergebnisse
| Jahr | Team      | Fahrzeug            | Teamkollege     | Teamkollege    | Platzierung | Ausfallgrund    |
| ---- | --------- | ------------------- | --------------- | -------------- | ----------- | --------------- |
| 2020 | Iron Lynx | Ferrari 488 GTE Evo | Matteo Cressoni | Andrea Piccini | Ausfall     | Motor überhitzt |
| 2021 | Iron Lynx | Ferrari 488 GTE Evo | Matteo Cressoni | Callum Ilott   | Rang 27     |                 |

### Sebring-Ergebnisse
| Jahr | Team         | Fahrzeug     | Teamkollege | Platzierung | Ausfallgrund |
| ---- | ------------ | ------------ | ----------- | ----------- | ------------ |
| 1998 | Team Ecuador | Nissan 240SX | Henry Taleb | Ausfall     | Motorschaden |

### Einzelergebnisse in der FIA-Langstrecken-Weltmeisterschaft
| Saison  | Team      | Rennwagen       | 1   | 2   | 3   | 4   | 5   | 6   | 7   | 8   |
| ------- | --------- | --------------- | --- | --- | --- | --- | --- | --- | --- | --- |
| 2019/20 | Iron Lynx | Ferrari 488 GTE | SIL | FUJ | SHA | BAH | AUS | SPA | LEM | BAH |
| 2019/20 | Iron Lynx | Ferrari 488 GTE |     |     |     | DNF |     |     |     |     |
| 2021    | Iron Lynx | Ferrari 488 GTE | SPA | POR | MON | LEM | BAH | BAH |     |     |
| 2021    | Iron Lynx | Ferrari 488 GTE |     |     |     | 27  | 29  |     |     |     |